# Parc Jingshan
Le parc Jingshan (chinois simplifié : 景山公园 ; pinyin : jǐngshān gōngyuán) est un parc public situé juste au nord de la Cité interdite à Pékin en République populaire de Chine. Il est notamment constitué de la colline du Charbon, un monticule artificiel créé avec la Cité interdite pour que celle-ci respecte le principe feng shui, d'être située au sud d'une montagne. 
C'est le lieu où meurt le dernier empereur de la dynastie Ming, Ming Chongzhen, le 25 avril 1644. Date à laquelle la dynastie Qing prend le pouvoir.